# Słupia (Jędrzejów)
Słupia è un comune rurale polacco del distretto di Jędrzejów, nel voivodato della Santacroce.
Ricopre una superficie di 107,88 km² e nel 2004 contava 4 633 abitanti.